# Circulatie (mobiliteit)
Circulatie is een vorm van mobiliteit met een tijdelijk karakter. De reizigers keren na enige tijd weer op het uitgangspunt terug. De verplaatsingen kunnen dagelijks voorkomen, maar ook seizoensgebonden zijn of langere tijd in beslag nemen. Voorbeelden van circulatie die veel voorkomen zijn:
- forensisme, het heen en weer reizen tussen de woongemeente en werkgemeente.
- transhumance, de seizoensgebonden verplaatsingen van veehouders.
- seizoenscirculatie, de tijdelijke trek van arbeiders naar gebieden met werkgelegenheid.
- toerisme, een ander gebied bezoeken vanuit recreatieve beweegredenen.
- gastarbeid, tijdelijk werken in een gebied met een hogere levensstandaard.
- overwinteren, in de winter in een warmer gebied verblijven.